# الحدالية (بني قيس الطور)

تعديل مصدري - تعديل

الحدالية هي إحدى قرى عزلة ربع الشمري بمديرية بني قيس الطور التابعة لمحافظة حجة، بلغ تعداد سكانها 325 نسمة حسب تعداد اليمن لعام 2004.